# Río Guadalix
Río Guadalix är ett vattendrag i Spanien.   Det ligger i provinsen Provincia de Madrid och regionen Madrid, i den centrala delen av landet, 25 km norr om huvudstaden Madrid.